# زمین‌لرزه ۲۰۰۸ چچن
زمین‌لرزه چچن در تاریخ ۱۱ اکتبر ۲۰۰۸ میلادی، برابر با ‎۲۰ مهر ۱۳۸۷، ساعت ۰۹:۰۶:۱۰٫۸ به زمان یوتی‌سی در چچن رخ داد و حدود ۴۰ ثانیه به طول انجامید ژرفای این زلزله ۱۶٫۰ کیلومتر و بزرگی آن ۵٫۸ در مقیاس Mw بدست آمده‌است. بیشینهٔ شدت زلزله در مقیاس مرکالی، VII اعلام شده و شمار کشتگان ۱۳ نفر و تعداد زخمی‌ها ۱۱۶ نفر گزارش شده‌است.
پروژهٔ جهانی تنسور گشتاور مرکزوار پارامتر زمان مرکزوار زمین‌لرزه را با اختلاف ۵٫۱ ثانیه نسبت به زمان رخداد اشاره شده در بالا و مختصات مرکزوار را در ۴۳°۲۴′شمالی ۴۶°۱۱′شرقی / ۴۳٫۴۰°شمالی ۴۶٫۱۹°شرقی محاسبه کرد و همچنین، ژرفا در ۱۳٫۰ کیلومتر بدست آمده‌است. در این محاسبات زاویه‌های (راستا، شیب، ریک) گسل سازندهٔ زمین‌لرزه و صفحه عمود بر آن برابر با (°۷۸، °۴۲، ° ۶۹) یا (°۲۸۵، °۵۱، ° ۱۰۸) حاصل شده‌است.